# Le souvenir présent céleste
Le souvenir present céleste è una romanza per voce e pianoforte di Vincenzo Bellini. A giudicare dalla data dell'autografo, 16 agosto 1835, si tratta dell'ultima composizione nota del maestro catanese.

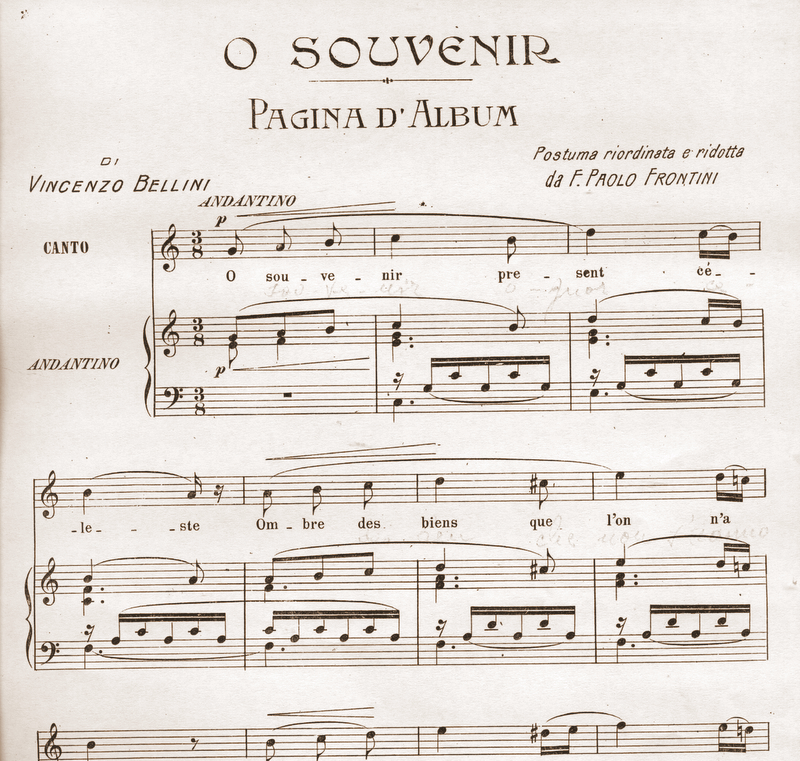
Riordinata e ridotta da Francesco Paolo Frontini – ed. Venturini, 1901

Le 25 battute in Do maggiore furono vergate da Bellini su un foglio pentagrammato a mano e siglato "V. Bellini / Paris 16. Aout 1835». Si ignora la loro destinazione, ma si sa che l'autografo fece parte della collezione dell'avvocato Francesco Chiarenza Astor, erede di Carmelo Bellini, fratello di Vincenzo. Nel 1901 la romanza fu pubblicata per la prima volta da Francesco Paolo Frontini con il titolo O souvenir e il sottotitolo Pagina d'album per l'editore Venturini di Firenze. Questa edizione, «postuma riordinata e ridotta» da Frontini, diverge dall'autografo nel movimento («andantino» anziché «andante») nell'attenuazione pressoché sistematica delle dinamiche estreme impiegate da Bellini (a partire dal «ppp» iniziale, corretto in «p»), nel testo dell'incipit, modificato da "Le souvenir" a "O souvenir", nell'eliminazione della mano sinistra del pianoforte dalle ultime tre battute.
Il facsimile dell'autografo è stato pubblicato nel 1985 da Domenico De Meo sul quotidiano «La Sicilia» e nel 2000 Francesco Cesari ne ha curato la prima edizione filologica, per Suvini Zerboni.
L'incipit della romanza costituisce una versione semplificata di quello del cantabile del duetto tra Arturo ed Elvira nel terzo atto dei Puritani, "Da quel dì che ti mirai", eliminato nel corso delle prove ma presente nella versione napoletana dell'opera. Il movimento scalare di quarta che apre la romanza (da Sol a Do) è la cellula su cui si basa gran parte della composizione, che il pianoforte chiude a specchio invertendo la sequenza iniziale.
L'autografo non precisa il registro vocale cui la romanza è destinata, ma la tessitura e l'impiego della chiave di violino per la parte di canto attestano che essa fu scritta per voce di soprano o tenore.

## I versi
Le souvenir present céleste,

Ombre de biens que l'on n'a plus.

Est encore un plaisir que reste

Après tous ceux qu'on a perdu.

## Edizioni
- O souvenir, a cura di Francesco Paolo Frontini, Venturini, Firenze 1901
- Le souvenir present céleste, in Vincenzo Bellini, Ventidue composizioni vocali da camera, revisione di Francesco Cesari, Suvini Zerboni, Milano 2000, pp. 89-90 - ISMN M-2156-0072-0